# Personal Public Service Number
Le numéro personnel pour le service public (Personal Public Service Number ou PPS Number en anglais; Uimhir Phearsanta Seirbhíse Poiblí ou Uimh. PSP en irlandais)  est un identifiant utilisé en Irlande. Il est émis par le service des identités (Client Identity Services) du service des affaires sociales et familiales (Department of Social and Family Affairs).
Ce numéro s'appelait Revenue and Social Insurance Number (RSI No) jusqu'en 1998. Il avait été créé en avril 1979 en remplacement du PAYE Number et du Social Welfare Insurance Number qui avait été respectivement utilisé pour les impôts et la protection sociale.  

## Format
Le format du PPS Number est un code alphanumérique de la forme 1234567A.

## Utilisation
Le PPS Number est actuellement utilisé par de nombreux services publics dont le système éducatif, la santé, le logement, la protection sociale et les impôts.
Le numéro a été automatiquement attribué à toute personne née en république d'Irlande depuis janvier 1971 et à ceux qui travaillaient en avril 1979 ou qui ont commencé à travailler après cette date. Certains Irlandais n'ont toujours pas de numéro, ce sont principalement des femmes au foyer et des personnes ayant arrêté de travailler avant les dates indiquées.

## Modalité d'attribution
Pour les personnes arrivant en Irlande pour travailler, obtenir un PPS Number est une des premières démarches administratives à effectuer. Il faut en faire la demande à l'Office of the Department of Social and Family Affairs le plus proche de son domicile. Les papiers à présenter pour un ressortissant de l'Union européenne sont :
- Une pièce d'identité en cours de validité (passeport ou carte d'identité)
- Un justificatif de domicile (bail, facture d'électricité, certificat de l'employeur, lettre du propriétaire). Depuis le 15 janvier 2007 les certificats d'hébergement émis par une auberge de jeunesse ne sont plus acceptés : une adresse permanente en Irlande est exigée pour obtenir un PPS Number.

Si un employé ne fournit pas de PPS, l'employeur peut retenir jusqu'à 42 % du salaire au nom de l'Emergency Tax. Cette taxe est remboursable lors de l'obtention du PPS ou lors du départ du pays.